# Songs (Matthew-Shipp-Album)
Songs ist ein Jazzalbum von Matthew Shipp. Die am 18. November 2001 entstandenen Aufnahmen erschienen 2002 auf Splas(h) Records.

## Hintergrund
Auf dem Album Songs spielte der Pianist Matthew Shipp ausschließlich bekannte Fremdkompositionen in Liedform wie die Jazzstandards „On Green Dolphin Street“, „Bags’ Groove“ und „Yesterdays“.

## Titelliste
- Matthew Shipp: Songs (Splasc(H) Records CDH 840.2)[1]

1. We Free Kings (John Henry Hopkins Jr) 4:16
2. There Will Never Be Another You (Harry Warren, Mack Gordon) 5:42
3. Almighty Fortress Is Our God (= Ein feste Burg ist unser Gott von Johann Walter und Martin Luther) 5:01
4. Con Alma (Dizzy Gillespie) 8:16
5. Angel Eyes (Earl K. Brent, Matt Dennis) 5:35
6. On Green Dolphin Street (Bronislau Kaper, Ned Washington) 3:53
7. Bags’ Groove (Milt Jackson) 3:25
8. Yesterdays (Jerome David Kern, Otto Harbach) 5:32
9. East Broadway Run Down (Sonny Rollins) 5:17

## Rezeption
Steve Loewy verlieh dem Album in Allmusic vier Sterne und schrieb, Songs sei eine brillante Leistung, bei der Matthew Shipp den populären Standards seinen einzigartigen Stempel aufdrücke, einschließlich einiger Spirituals („We Free Kings“ und „Almighty Fortress Is Our God“). Wie zu erwarten sei, seien die Interpretationen originell, manchmal verstörend, aber auch erhebend und lyrisch. Der Pianist verfolge die Strategie, eine Melodie zu spielen und dann das Stück langsam zu dekonstruieren. Bemerkenswert sei jedoch, wie er das zugrunde liegende Lied selbst in den extremsten Momenten niemals loslasse.
Nach Ansicht der Redaktion von All About Jazz zeige Songs, dass Shipp wie eine Spiralfeder sei, die darauf warte, sich auszudehnen, und sich des Dramas in seiner Musik sehr bewusst sei. „Er vermeidet gezielt Wiederholungen, es sei denn, sie dienen als Startrampe für neuen Schwung. Seine luftigen Irrlichter, seine riesigen Schauer im Bass und sein mäandrierender Kontrapunkt deuten alle auf Ideen hin, ohne sie explizit anzugeben. Er bezieht also den Zuhörer mit ein, was die Erfahrung umso aufregender macht. Shipps Musik lässt auch viele unbeantwortete Fragen offen, was seiner Musik ein Geheimnis verleiht, das niemals beantwortet werden kann. Songs sind tief, voller Ironie und erhaben.“